# Before the Fall
Before the Fall (em quemer: មុនពេលបែកបាក់) é um filme de terror cambojano de 2015 dirigido e escrito por Ian White. Foi selecionado como representante de seu país ao Oscar de melhor filme estrangeiro em 2017.

## Elenco
- Ian Virgo - Sonny
- Antonis Greco - Tony